# Bergens Aftenblad
Bergens Aftenblad var en dagstidning som gavs ut i Bergen, Norge mellan 1880 och 1942. Politiskt stödde tidningen Høyre.
Tidningen slogs 1889 samman med Bergens Adressecontoirs Efterretninger. Tidningen lades ner i samband med att landet var ockuperat 1942. Etter andra världskrigets slut blev rättigheterna till tidningen uppköpta av Morgenposten. Tidningen sista redaktör, Erling Lauhn, blev redaktör på Morgenposten. 